# AMD 900 (серія чипсетів)
Серія чипсетів AMD 900 ідентична AMD 800, за винятком того факту, що вона доступна лише на материнських платах Socket AM3+, тоді як її попередник зустрічається лише на материнських платах AM3. Його випустили в 2011 році.
Це дозволяє споживачам легко ідентифікувати роз'єм за назвою чипсета. Socket AM3+ підтримує виключно процесори AMD FX на основі Bulldozer.
Для підтримки процесорів AM3+ AMD ратифікувала чипсет 9-серії для використання з HyperTransport 3.1 (до 6,4 ГТ/с). Вони також співпрацювали з NVIDIA, щоб забезпечити підтримку SLI в цю серію чипсетів. AMD OverDrive підтримується для спрощеного розгону.

## Північні мости
Загальні характеристики всіх чипсетів серії 9xx:
- Підтримка процесорів AM3 і AM3+
- PCI Express 2.0
- IOMMU 1.26
- SATA 6 Гбіт/с з підтримкою Trim
- Підтримка до 14 портів USB

### 990FX
- Кодова назва RD990
- Чотири фізичні роз'єма PCIe 2.0 × 16 @ x8, які можна об'єднати для створення двох слотів PCIe 2.0 × 16 @ x16, шість ліній PCIe 2.0 × 1 в різних комбінаціях роз'ємів 1x 2x або 4x і додатковий слот PCIe 2.0x4, який не існує на 990x або 970, чипсет забезпечує в цілому 42 лінії PCIe 2.0 і 4 PCIe 2.0 для A-Link Express III виключно у північному мості
- HyperTransport 3.0 до 2600 МГц і PCI Express 2.0
- Підтримка ATI CrossFireX до чотирьох відеокарт
- 19,6 Вт TDP
- Південний міст: SB950
- Сегмент дискретної мультиграфії для ентузіастів

### 990X
- Кодова назва RD980
- Один фізичний роз'єм PCIe 2.0×16 або два фізичні слоти PCIe 2.0×16 @ ×8, один роз'єм PCIe 2.0×4 і два слоти PCIe 2.0×1, чипсет забезпечує в цілому 22 лінії PCIe 2.0 і 4 PCIe 2.0 для A-Link Express III виключно у північному мості
- HyperTransport 3.0 до 2600 МГц і PCI Express 2.0
- Підтримка ATI CrossFireX до двох відеокарт
- 14 Вт TDP
- Південний міст: SB950

### 980G
(Ідентичний до 880G)
- Кодова назва RS880
- Один фізичний роз'єм PCIe 2.0 ×16, один слот PCIe 2.0 ×4 і два роз'єма PCIe 2.0 ×1, чипсет забезпечує в цілому 22 лінії PCIe 2.0 і 4 PCIe 2.0 для A-Link Express III виключно у північному мості
- Інтегроване відеоядро Radeon HD 4250
- HyperTransport 3.0 і PCI Express 2.0
- Підтримка ATI CrossFire

### 970
- Кодова назва RX970

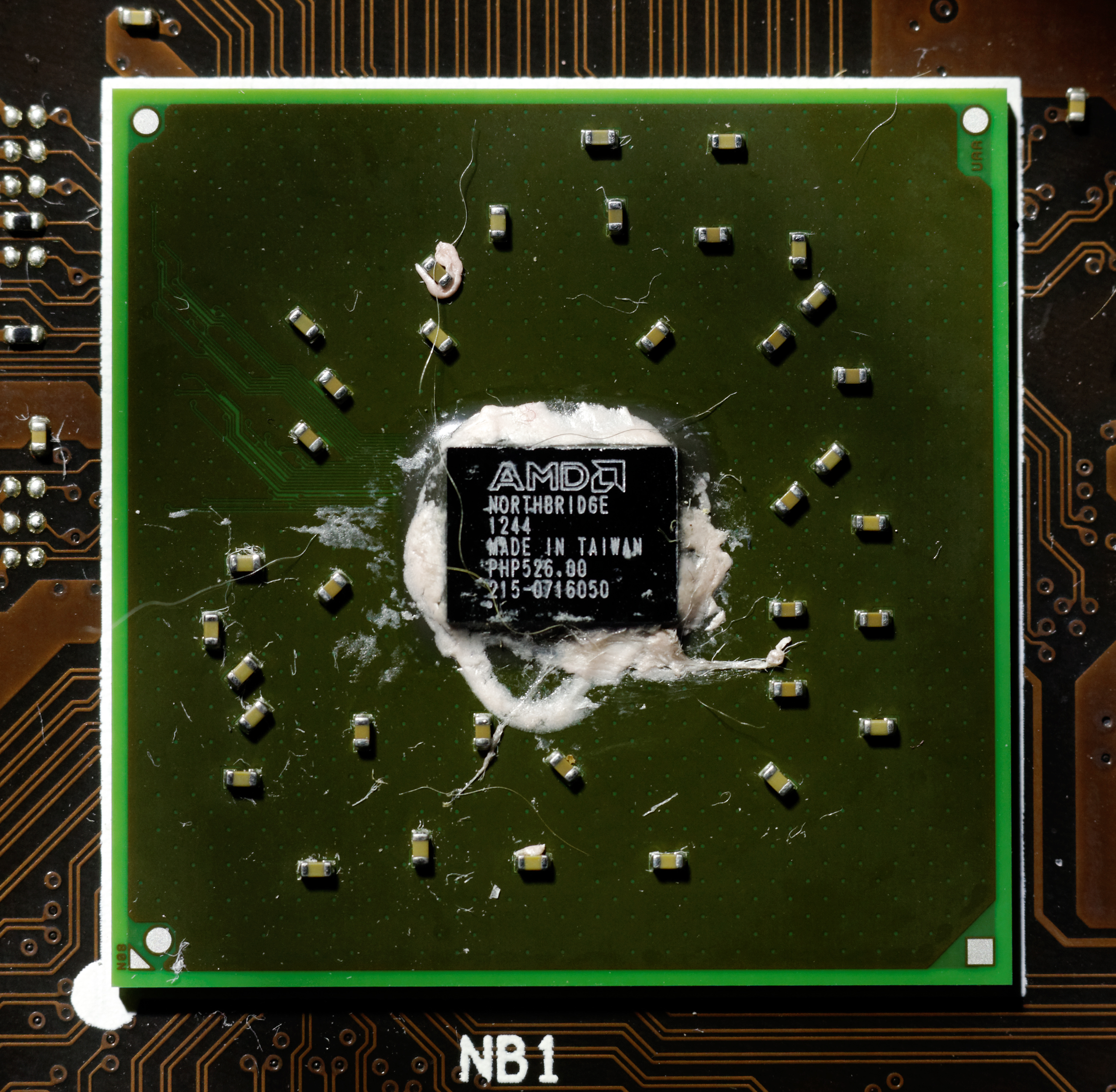
Північний міст чипсета AMD 970

- Один фізичний роз'єм PCIe 2.0 ×16, один слот PCIe 2.0 ×4 і два роз'єма PCIe 2.0 ×1, чипсет забезпечує в цілому 22 лінії PCIe 2.0 і 4 PCIe 2.0 для A-Link Express III виключно у північному мості
- HyperTransport 3.0 до 4800 МТ/с і PCI Express 2.0
- 13.6 Вт TDP
- Південний міст: SB950/SB920

## Південний міст

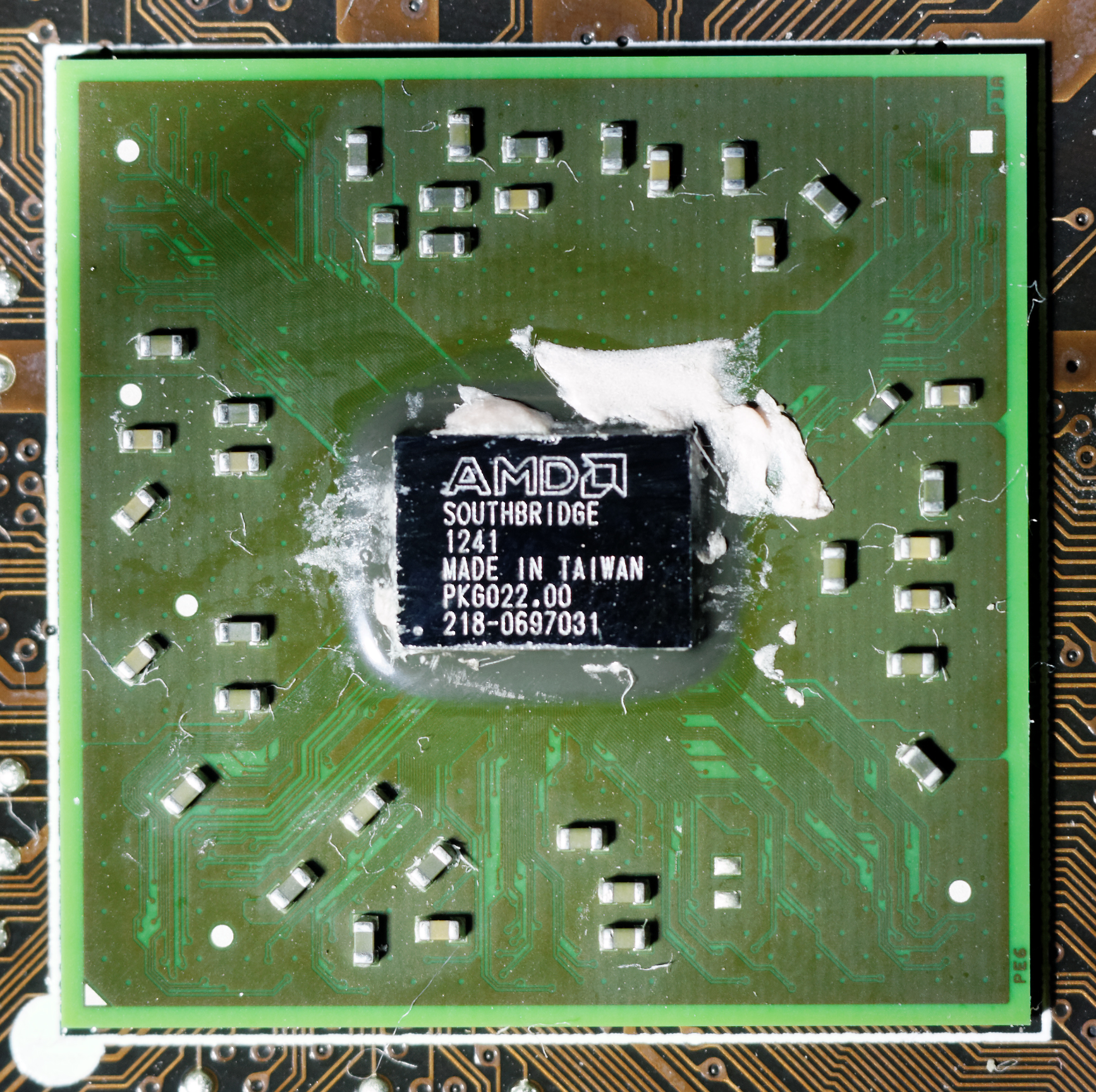
Південний міст чипсета AMD 970

SB950 є додатковим південним мостом, який забезпечує підтримку введення-виводу. Він надає такі додаткові можливості:
- Підтримка RAID 0, 1, 10, 5

### Проблеми з північним мостом SX9X0
- Платформа Linux:
  - Операція HPET з MSI спричиняє пошкодження LPC DMA на пристроях, які використовують LPC DMA (дискета, паралельний порт, послідовний порт у режимі FIR), оскільки запити MSI неправильно інтерпретуються як цикли DMA зламаним контролером LPC [3].
  - Увімкнення кількох векторів MSI для контролера SATA при використанні трьох або більше портів SATA призводить до переривань і зависання системи.